# 수성동 (대구)
수성동(壽城洞)은 대구광역시 수성구의 동이다. 법정동은 수성동1가·수성동2가·수성동3가·수성동4가이다. 행정동으로는 수성1가동·수성동2·3가동·수성4가동으로 나뉜다.

## 연혁
본래 대구부(大邱府) 수현내면(守縣內面)의 지역으로 수성들 아래에 있으므로 하동(下洞)이라 하였으나 1914년 행정구역 폐합에 따라 신동(新洞)을 병합하여 하동이라 하여 달성군(達城郡)에 편입되었다가 1938년 10월 1일 대구부에 편입되었다. 수성동은 옛날 하동(현재 수성1가동)과 배일촌(동구 신천동)사이의 들판으로서 전부 논과밭으로 이루어져 있었으며 약 40여년전부터 한집 두집 불어나기 시작하여 1948년 대구시로 행정구역이 개편되면서 동구 신천동에 속하였다. 1980년 4월 1일 동구에서 수성구로 분구되었을 때 시조례 제1213호(1979. 8. 28 공포)에 의해 당시 동구 신천 3,4동의 일부가 수성구로 편입되면서 수성 1,2,3가에 이어 수성4가로 명명되어 현재에 이르고 있다. 도시가 형성되면서 집들이 들어섰으며 들판 가운데여서 자연부락은 존재하지 않고 마을의 경계는 북으로 달구벌대로와 동북으로 범어천, 서편으로는 신천으로 둘러싸인 마을이었다.
- 1917년 4월 1일 달성군에서 대구부로 편입
- 1938년 10월 1일 달성군에서 대구부로 편입
- 1949년 8월 15일 경상북도 대구시 수성동
- 1966년 1월 1일 수성동을 수성동1가, 수성동2가, 수성동3가로 개칭
- 1975년 10월 1일 수성동에서 수성동이 수성1가동, 수성2·3가동으로 분동
- 1979년 8월 23일 신천동 일부 편입 수성4가동 신설
- 1980년 4월 1일 동구에서 수성구로 분구
- 1995년 1월 1일 대구광역시 수성구 수성1가동, 수성2·3가동, 수성4가동

## 주거

### 아파트
| 단지명                  | 건설사            | 시행사                             | 주소                         | 주소      | 입주        | 비고                      |
| ----------------------- | ----------------- | ---------------------------------- | ---------------------------- | --------- | ----------- | ------------------------- |
| 우방 오성타운           | ㈜우방            | ㈜우방                             | 수성구 신천동로 380          | 수성동1가 | 1993년 11월 | 구 오성중·고등학교 부지   |
| 수성 태왕리버뷰 하이츠  | ㈜태왕            | ㈜태왕                             | 수성구 달구벌대로454길 9     | 수성동1가 | 2004년 2월  |                           |
| 더샵 수성 오클레어      | 포스코이앤씨      | ㈜하나자산신탁 ㈜에이치알세영      | 수성구 희망로19길 29         | 수성동1가 | 2023년 10월 |                           |
| 수성자이르네            | 자이에스앤디㈜    | 수성동1가 가로주택정비사업조합     | 수성구 수성로57길 14         | 수성동1가 | 2024년 11월 |                           |
| 수성 롯데캐슬 더 퍼스트 | 롯데건설          | 수성1가 주택재건축정비사업조합     | 수성구 수성로69길 65         | 수성동1가 | 2015년 8월  |                           |
| 수성3가 롯데캐슬        | 롯데건설          | ㈜대한토지신탁                     | 수성구 명덕로 455            | 수성동3가 | 2008년 12월 |                           |
| 수성3가 화성파크드림    | 화성산업          | ㈜대한토지신탁                     | 수성구 들안로60길 17 (1단지) | 수성동3가 | 2009년 11월 |                           |
| 수성3가 화성파크드림    | 화성산업          | ㈜대한토지신탁                     | 수성구 들안로60길 7 (2단지)  | 수성동3가 | 2009년 11월 |                           |
| 수성 코오롱하늘채       | 코오롱글로벌      | 웰빙디앤씨㈜                       | 수성구 들안로 300            | 수성동3가 | 2009년 1월  |                           |
| 수성 보성타운           | ㈜보성            | ㈜보성                             | 수성구 수성로 412            | 수성동4가 | 1996년 5월  | 구 코오롱㈜ 대구공장 부지 |
| 수성 태영데시앙         | 태영건설          | ㈜대상하우징                       | 수성구 들안로 360            | 수성동4가 | 2008년 4월  | 구 코오롱㈜ 대구공장 부지 |
| 수성 우방 사랑마을      | ㈜우방            | ㈜신한산업                         | 수성구 달구벌대로 2317       | 수성동4가 | 2000년 1월  | 구 코오롱㈜ 대구공장 부지 |
| 수성 화성쌍용타운       | 화성산업 쌍용건설 | 쌍용건설㈜ 화성산업㈜ 쌍용양회공업 | 수성구 수성로 411            | 수성동4가 | 1996년 11월 | 구 코오롱㈜ 대구공장 부지 |
| 수성 화성하이츠         | 화성산업          | 쌍용건설㈜ 화성산업㈜ 쌍용양회공업 | 수성구 수성로 393            | 수성동4가 | 2000년 2월  |                           |

## 교육
- 대구동성초등학교 (수성동1가)
- 대구동일초등학교 (수성동2가)
- 신명여자중학교 (수성동1가)
- 대구동중학교 (수성동2가)
- 대구중앙중학교 (수성동4가)
- 대구남산고등학교 (수성동1가)
- 대구중앙고등학교 (수성동4가)

## 기관
- 대구광역시교육청 (수성동2가)
- 대구수성우체국 (수성동2가)
- 수성세무서 (수성동3가)

## 금융
- 아이엠뱅크 본점 (수성동2가)
- 교보생명 수성빌딩 (수성동2가)